# Johnston County, Oklahoma
Johnston County är ett administrativt område i delstaten Oklahoma, USA, med 10 957 invånare. Den administrativa huvudorten (county seat) är Tishomingo.

## Geografi
Enligt United States Census Bureau har countyt en total area på 1 705 km². 1 669 km² av den arean är land och 36 km² är vatten.

### Angränsande countyn
- Pontotoc County - nord
- Coal County - nordost
- Atoka County - öst
- Bryan County - sydost
- Marshall County - syd
- Carter County - väst
- Murray County - nordväst

### Orter
- Mannsville
- Tishomingo (huvudort)